# Navă (arhitectură)

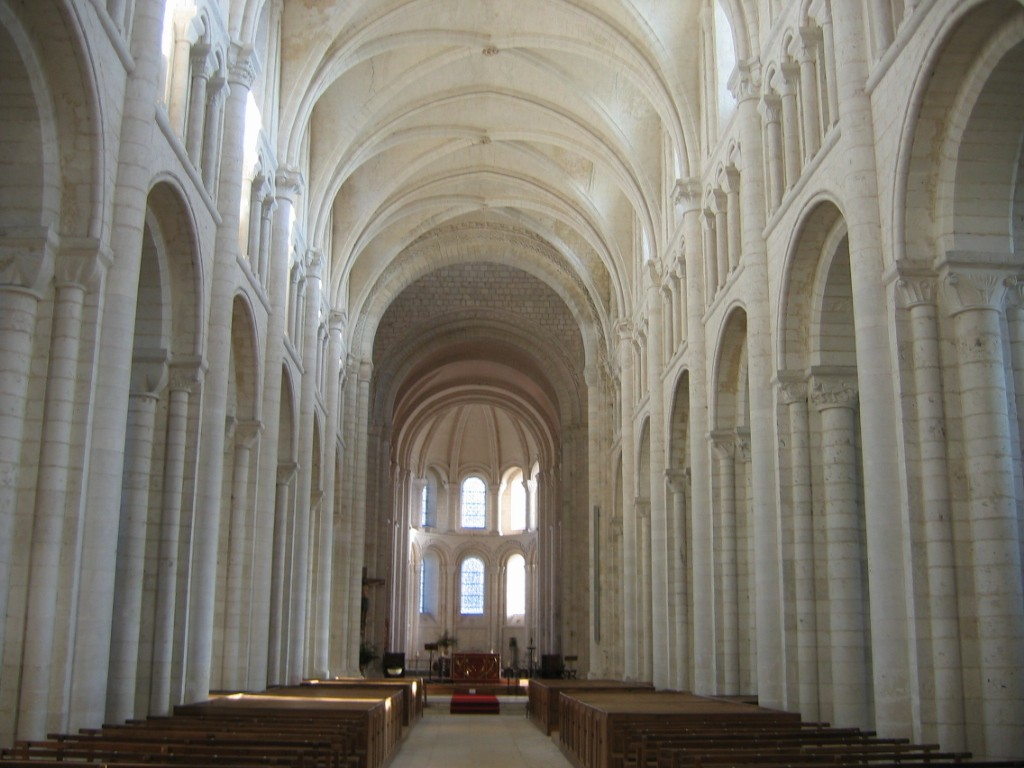
Nava romanică a bisericii Saint-Georges de Boscherville, Normandia, Franța, ce are un pasaj triforiu deasupra spațiului bolților.

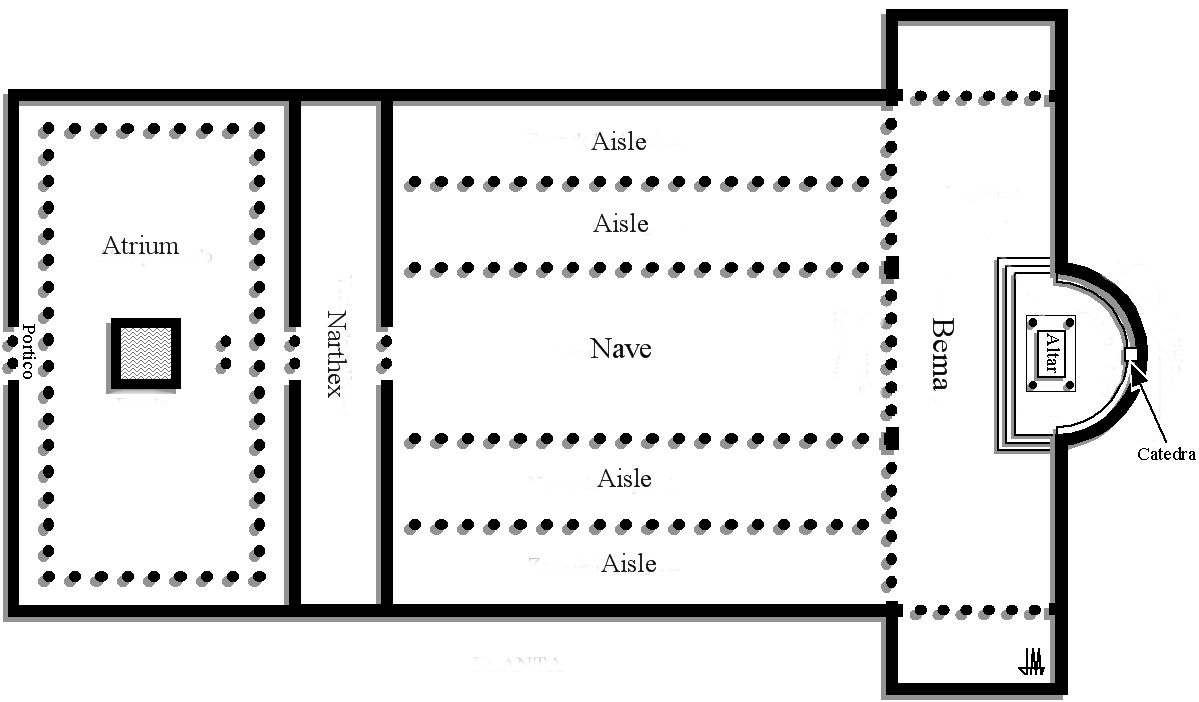
Planul cu cinci nave al bazilicii vechi Sf. Petru din Vatican

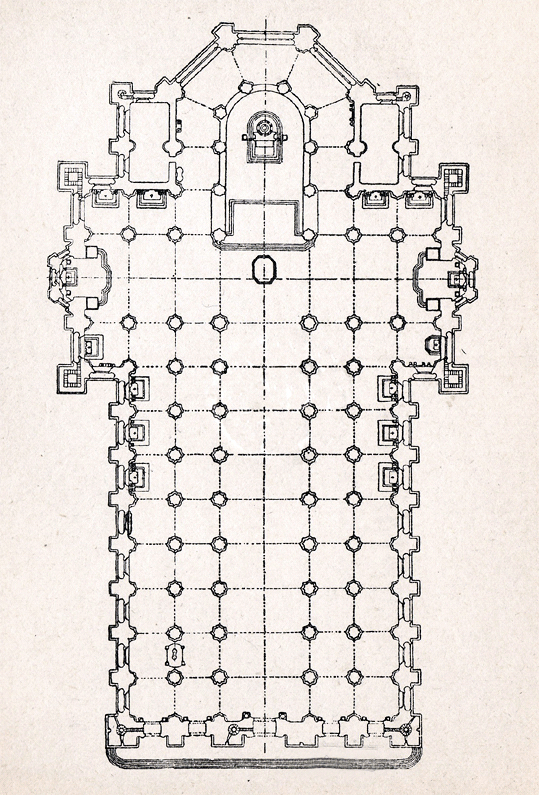
Planul domului din Milano cu cinci nave

Nava (din latină navis, în greacă ναός, transliterat: naos) desemnează în arhitectură zona centrală a unei biserici, mai ales a unei catedrale construite în stil arhitectural romanic sau gotic, care se întinde între intrarea și altarul acesteia.
Nava poate constitui un spațiu unitar (în cazul unei biserici - sală) sau compartimentat (în cazul unei bazilici).
În cazul bisericilor construite în stil bizantin, nava este compartimentată de obicei în naos (nava propriu-zisă), pronaos și, uneori, pridvor (sau exonartex).

## Galerie imagini

Părțile principale ale bisericilor catolice
Nava centrală
Nave laterale
Aulă (sală)
Transept
Prezbiteriu
Deambulatoriu
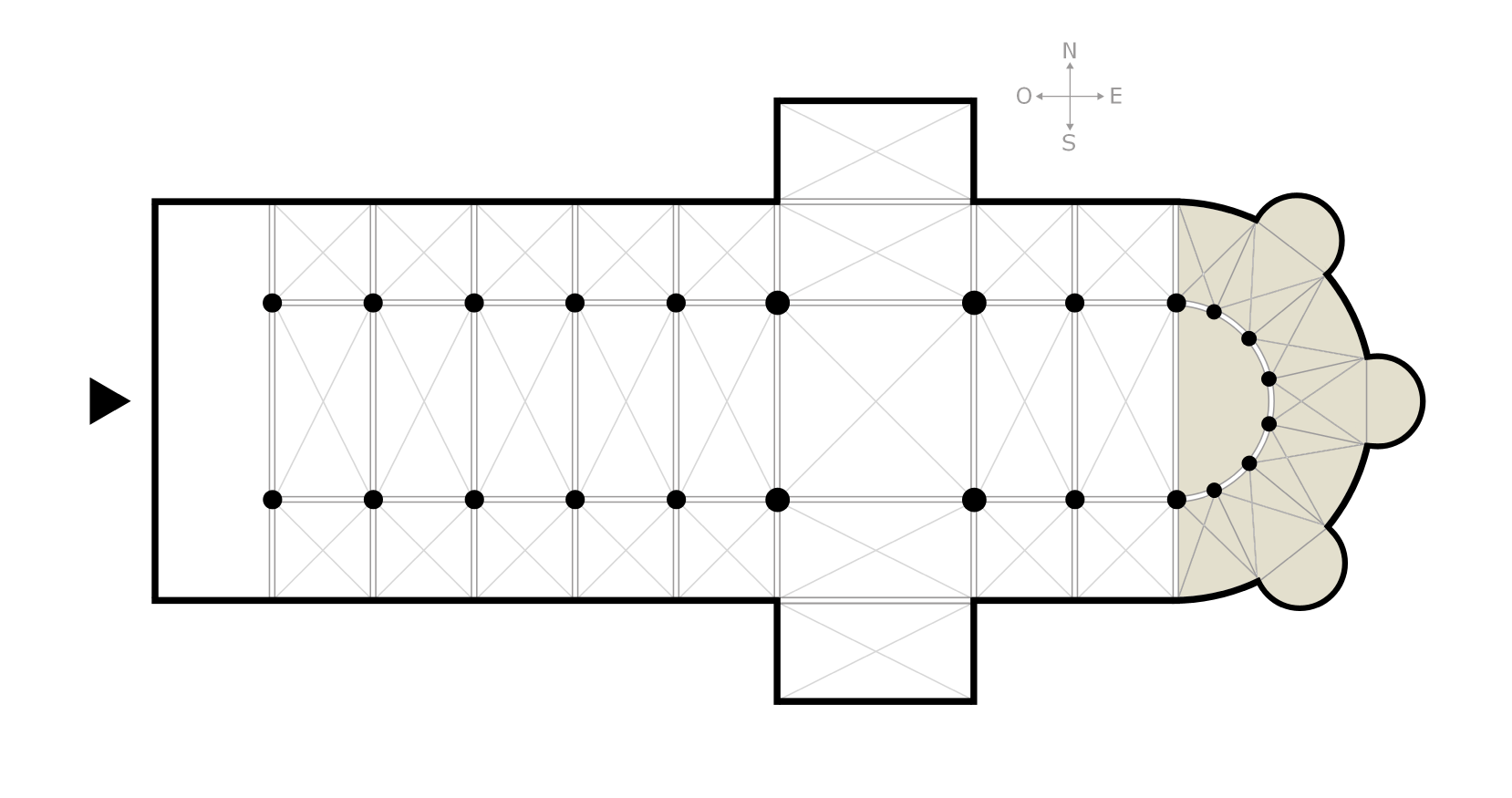
Absidă

## Vezi și
- Glosar de arhitectură